# Scoolpt

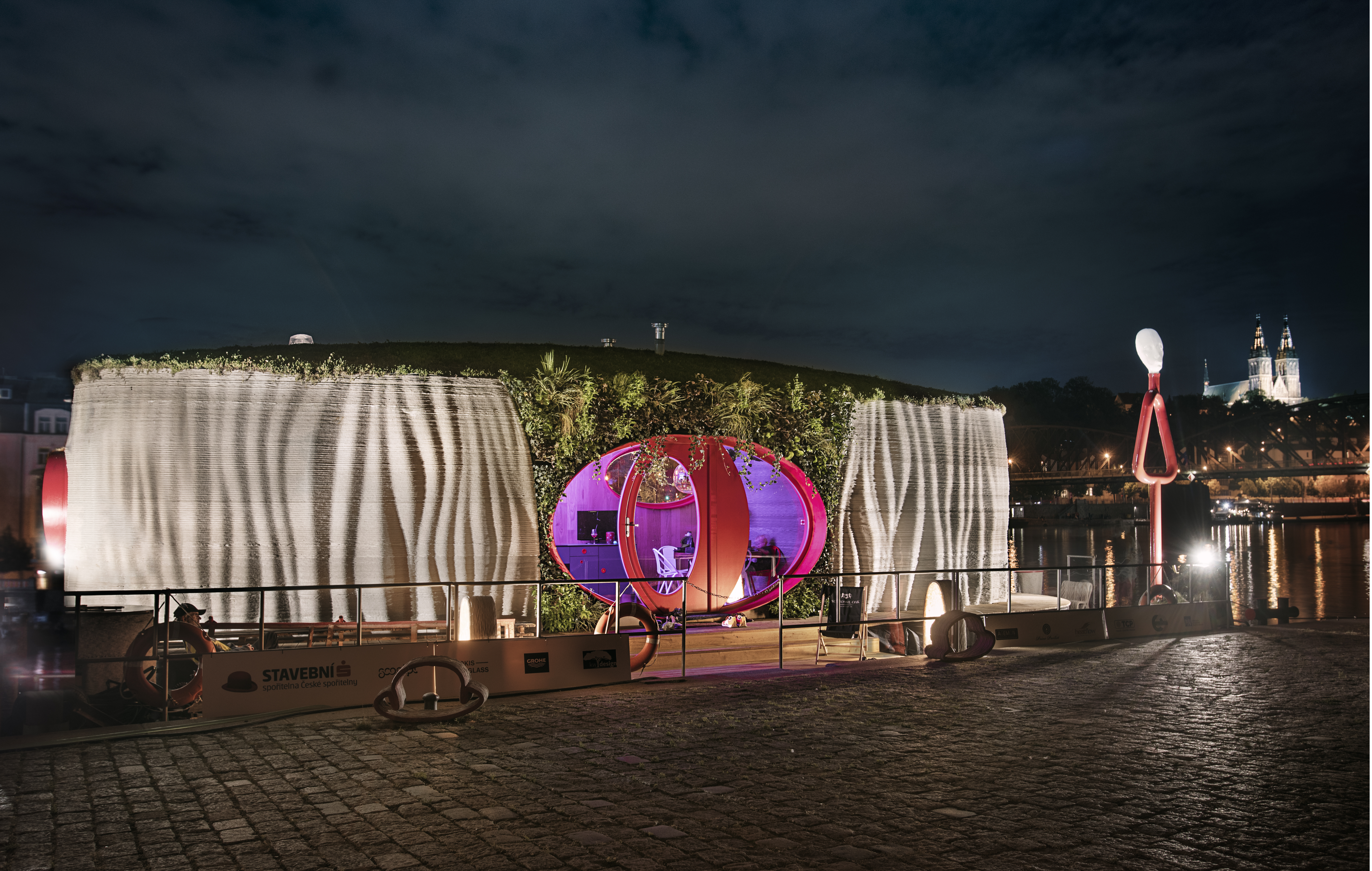
Prvok – noční pohled

Scoolpt s.r.o. je sochařsko-architektonický ateliér specializující se na 3D tisk. Jeho spoluzakladateli jsou umělec Michal Trpák a architekti Kateřina Nováková a Jiří Vele. K založení firmy došlo v roce 2019. Jen několik málo měsíců poté, co se této trojici povedlo uspořádat mezinárodní sympózium 3D tisku v rámci dvanáctého ročníku Umění ve městě a představit na něm několik úspěšně vytištěných kusů městského mobiliáře a uměleckých děl.
V roce 2020 Scoolpt zaujal české i zahraniční publikum dokončením a slavnostním otevřením prvního 3D tištěného plovoucího domu na světě - Prvoka. V únoru roku 2021 Scoolpt postoupil mezi dvacet nejlepších projektů v mezinárodní soutěži Marco Polo 100 Digital Build Challenge s návrhem 3D tisku z odpadního dřevoplastu.